# Economidichthys
Economidichthys és un gènere de peixos de la família dels gòbids i de l'ordre dels perciformes.

## Taxonomia
- Economidichthys pygmaeus (Holly, 1929)[3]
- Economidichthys trichonis (Economidis & Miller, 1990)[4][5][6][7][8][9][10]